# Японски театър
Японският театър възниква през 8 – 9 век като обредно представление.
Появяват се перуката, маската и др. През 12 век с установяване на шогуна̀та възниква ново музикално-театрално зрелище – денгаку, тясно свързано с навлизането на будиските школи, чийто разцвет е през 14 век.
През 11 век широка популярност добиват народните представления с комедиен характер саргаку и дзуши-саргаку, в които участват и акробати и кукловоди. От тези форми се създава първият значителен театрален жанр но (14 – 16 век), в който словесната част придобива сюжетна и драматична завършеност на самостоятелен жанр.
Първите драматурзи са Канами Кьоцугу и Дзеами Мотокийо – 14 век. Сюжетът на представленията „но' е почерпен от култовите легенди, героическите приказки и романите и е силно повлиян от будиското учение. В тях участват постоянни дейсващи лица, има символична бутафория, хор от 8 души и оркестър от 3 барабана и флейта. Всички роли се изпълняват от мъже. Появяват се за първи път професионални изпълнители.
През 17 век се създава нов значителен театрален жанр кабуки. През 1870-те години се появява течението симпа, което подражава на европейския театър. В началото на 20 век се появяват и първите актриси. С голяма популярност се ползва театърът “Гейджуцудзо" от 1919 г., основан от писателя и режисьор Симамура Хогецу, както и артистите Мацуи Сумако и Сауада Шоджиро.
През 1924 г. в Токио се изгражда прогресивният театър Цукиджи Гекиджо. През 1926 г. се създава първият пролетарски театър Дзенъ Ейдза, а през 1921 г. – „Пуроретария Гекиджо“. През 1928 г. от 2-та театъра се създава „Японският съюз на пролетарските театри“.
След Втората световна война под влиянието на американските кръгове се разпространяват „хадака ревю“ („ревю на голите“) и пиеси, които пропагандират войната. Поддържат се обаче традициите на старите театри „но“ и „кабуки“. През 1950-те години възникват нови прогресивни театри и ново движение, възглавявани от драматурга Киношита Джунджи. Дейци на прогресивния театър са Хиджиката Йоши, Сенда Корея и др.